# Pseudotyrannochthonius kobayashii dorogawaensis
Pseudotyrannochthonius kobayashii dorogawaensis es una subespecie de arácnido del orden Pseudoscorpionida de la familia Chthoniidae.

## Distribución geográfica
Se encuentra en Japón.